# Jan z Antiochie
Jan z Antiochie (6. století? - 7. století?) byl byzantský historik a kronikář působící za vlády byzantského císaře Justina I. či Herakleia.
O Janově životě se dochovalo jen velmi málo informací. Pravděpodobně pocházel ze syrské metropole Antiochie na Orontě, jednoho z nejvýznamnějších měst Byzantská říše, byl vzdělaný a snad působil i v císařské správě. Nejpozději na počátku 7. století pravděpodobně v Konstantinopoli napsal byzantskořeckou kroniku, která popisuje události od stvoření světa až po nástup císaře Justina I. v roce 518 nebo Herakleia v roce 610. Na rozdíl od mnoha jiných kronik pozdní antiky se Jan z Antiocie ve svém díle téměř nevěnoval církevní historii, ale spíše politickým otázkám. Některé informace v kronice pocházejí z dnes již ztracených děl.
Vzhledem k tomu, že kronika se dochovala pouze ve fragmentární podobě, především prostřednictvím citací pozdějších autorů, činí toto dílo kontroverzním a je otázkou, zda lze některé fragmenty přiřadit Janu z Antiochie. Umberto Roberto v roce 2005 připravil nové vydání, ve kterém je mnoho pasáží upraveno či zpochybněno. Umberto Roberto je přesvědčen, že Jan z Antiochie kroniku sepsal za vlády Herakleia, nebyl v žádném případě miafyzit a tudíž nemůže být ztotožňován s patriarchou Janem.
V roce 2008 představil Sergej Mariev další vydání, včetně anglického překladu, ve kterém dospěl k odlišným závěrům o fragmentech kroniky a jejich přiřazení. Mariev předpokládá, stejně jako někteří další badatelé, že Jan z Antiochie žil již v 6. století a jeho dílo bylo zakončeno smrti byzantského císaře Anastasia v roce 518. Fragmenty referující o pozdějších událostech, mají nižší kvalitu, a proto je badatelé připisují méně talentovanému následovníkovi Jana z Antiochie či je pozdější výzkum chronologicky jen nesprávně přiřadil. Z tohoto důvodu Marievovo vydání neobsahuje četné textové pasáže, které Umberto Roberto a Karl Müller v jejich vydání použili. Belgický historik Peter van Nuffelen kritizoval obě vydání, vydání Sergeje Marieva považuje za příliš skeptické, zatímco vydání Umberta Roberta za příliš sebevědomé.
Americký historik Warren Treadgold také předložil tezi, že sám Jan z Antiochie se do značné míry řídil jediným pramenem, kterým bylo historické dílo Eustatia z Epiphaneia, které se nedochovalo. Toto tvrzení je rovněž některými badateli považováno za kontroverzní. 